# San Miguel de Valero
San Miguel de Valero es un municipio y localidad española de la provincia de Salamanca, en la comunidad autónoma de Castilla y León. Se integra dentro de la comarca de la Sierra de Francia y la subcomarca de Las Quilamas. Pertenece al partido judicial de Béjar.
Su término municipal está formado por un solo núcleo de población, ocupa una superficie total de 28,55 km² y según los datos demográficos recogidos en el padrón municipal elaborado por el INE en el año 2017, cuenta con una población de 334 habitantes.

## Geografía
En la parte este del territorio se encuentra la zona de cultivo aprovechando la penillanura a 900msnm.

### Hidrografía
El principal accidente hidrográfico de la zona es el río Alagón, por lo que este municipio pertenece a la cuenca del río Tajo. Se encuentran también en esa zona cuatro arroyos importantes: Arroyo de San Juan, Arroyo o Río de las Quilamas, Arroyo de Verdugal y Arroyo de la Galga.

## Historia
Se cree que el término municipal de San Miguel de Valero ha sido habitado desde la prehistoria por poblaciones nómadas que seguían el curso de los ríos Duero y Tajo. Esta teoría se confirma gracias al hallazgo de restos de cerámica y dólmenes, y pinturas en las paredes de las cuevas de esa zona. También se encuentran restos de murallas y construcciones de defensa.
El origen del nombre del pueblo se cree que viene del nombre romano Valerio, lugar donde se situó una villa en esa época. La segunda parte del nombre llegaría en el siglo XVI, tras la edificación de la iglesia, dando lugar al nombre completo: San Miguel de Valero.
En el pasado de San Miguel (Edad Media), destaca la batalla entre los musulmanes y Don Rodrigo en el Castillo de este término, llamada Batalla de Segolluela, dando origen a la creación de la leyenda de la Reina Quilama.
Posteriormente, en la Edad Media es repoblado por los reyes leoneses pasando a formar parte del cuarto de Peña del Rey de la jurisdicción de Salamanca, dentro del Reino de León.
A finales del siglo XV, se edifica la iglesia a las afueras del pueblo, este hecho demuestra el desacuerdo de religión entre la población. En el siglo XVII, este municipio sufrirá guerras y crisis económicas y demográficas, pero pasará a depender del duque de Béjar, que formará el marquesado de Valero con los terrenos de Valero, El Endrinal, San Miguel, Los Santos, Frades y Tornadizo. En el siglo XVIII el pueblo, como todos los demás, pudo comprar su libertad al duque.
En el siglo XIX llamó la atención la baja población del pueblo, pero había que tener en cuenta el paso de la Guerra de la Independencia por esta zona. Esta caída demográfica se vio recompensada tras la II República, trayendo un crecimiento de la población que supuso una sobreexplotación de los recursos de la sierra. Con la creación de las actuales provincias en 1833, San Miguel de Valero fue incluido en la provincia de Salamanca, dentro de la Región Leonesa.

## Demografía
San Miguel de Valero cuenta con una población de 303 habitantes (INE 2024).
| Gráfica de evolución demográfica de San Miguel de Valero entre 1842 y 2021                                          |
| |
| Población de derecho según los censos de población del INE Población de hecho según los censos de población del INE |

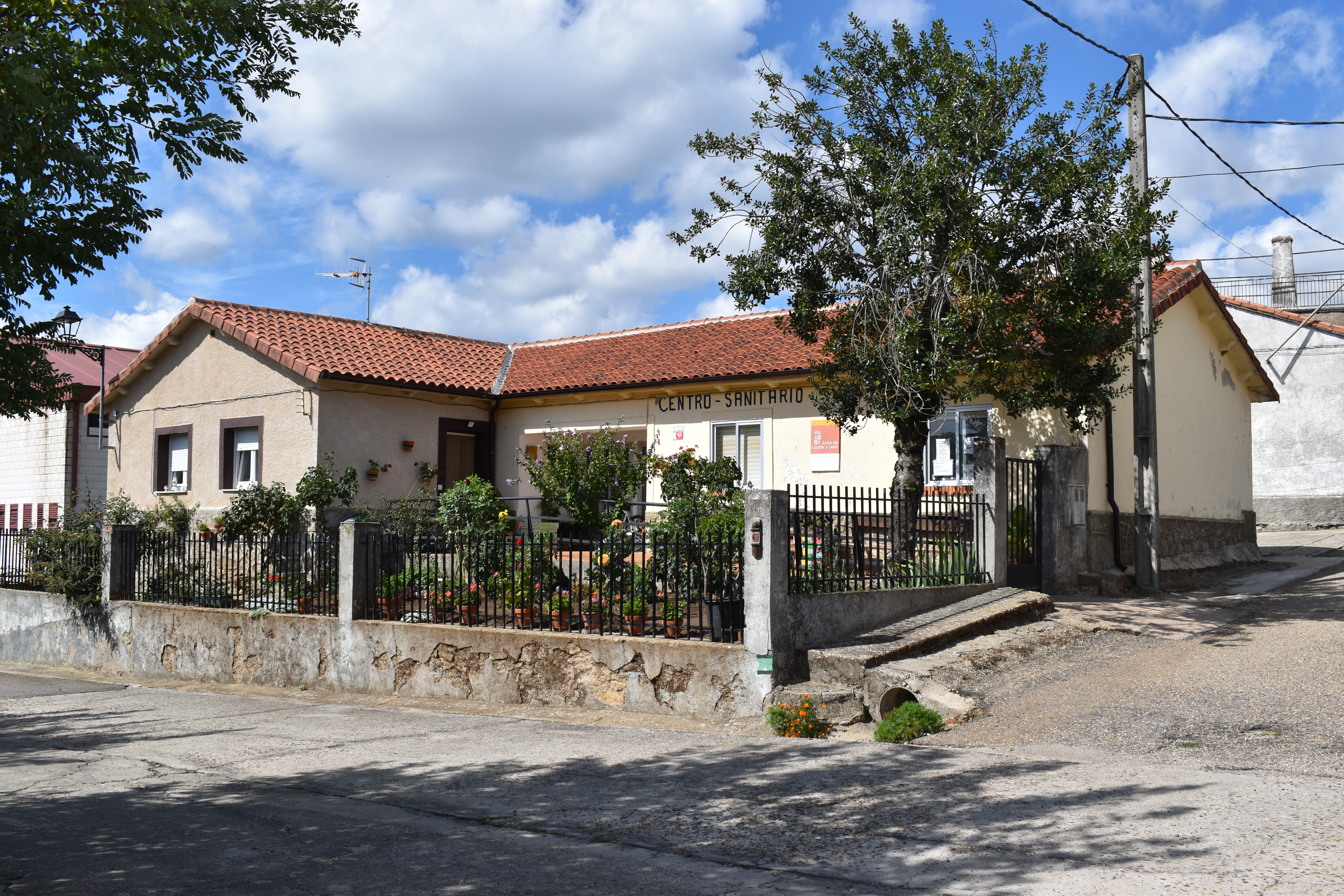
Consultorio médico

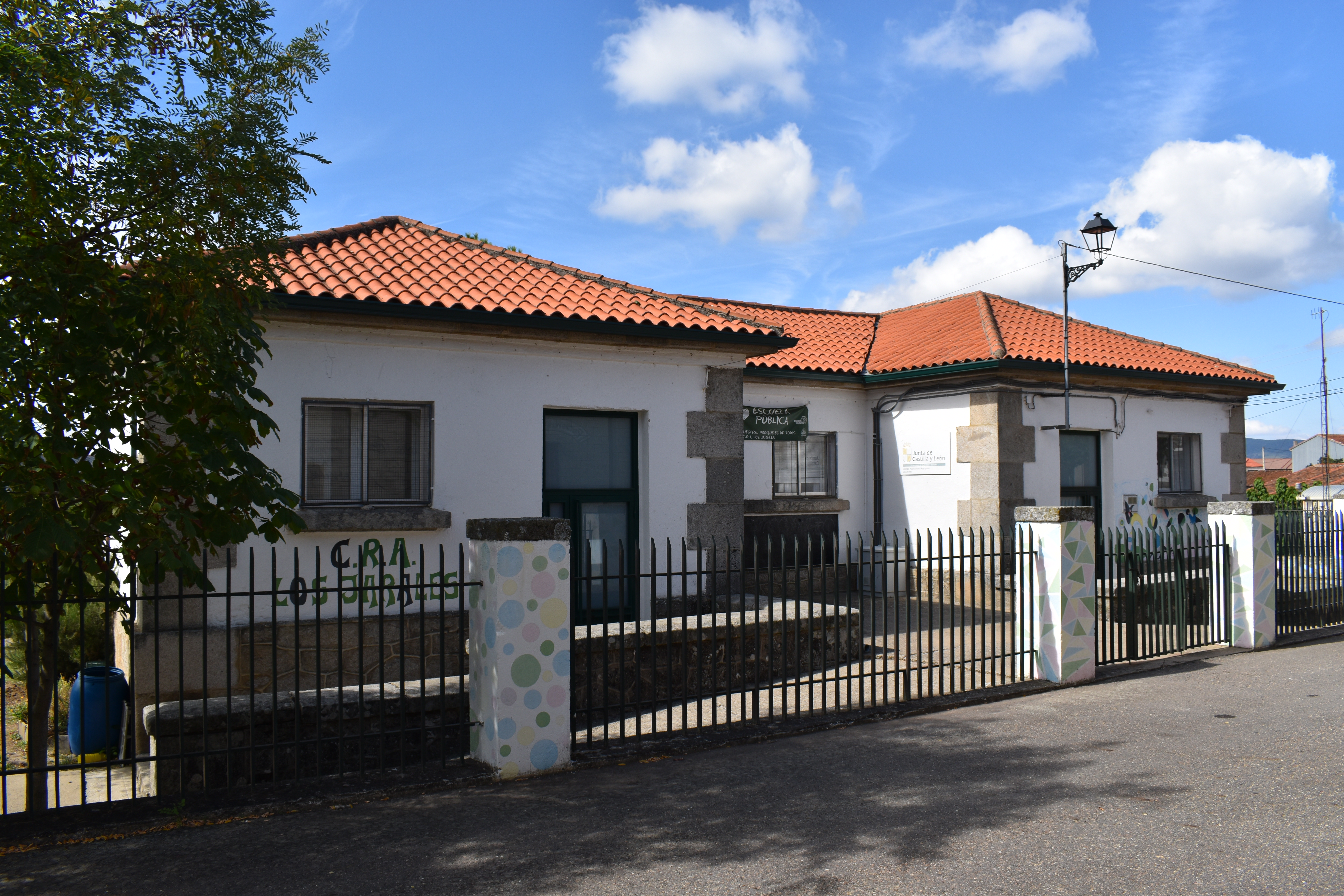
Colegio Los Jarales

Según el Instituto Nacional de Estadística, San Miguel de Valero tenía, a 31 de diciembre de 2018, una población total de 347 habitantes, de los cuales 180 eran hombres y 167 mujeres. Respecto al año 2000, el censo refleja 431 habitantes, de los cuales 228 eran hombres y 203 mujeres. Por lo tanto, la pérdida de población en el municipio para el periodo 2000-2018 ha sido de 84 habitantes, un 20% de descenso.

## Administración y política
| Partido político                         | 2019  | 2019  | 2019       | 2015  | 2015  | 2015       | 2011  | 2011  | 2011       | 2007  | 2007  | 2007       | 2003  | 2003  | 2003       |
| Partido político                         | %     | Votos | Concejales | %     | Votos | Concejales | %     | Votos | Concejales | %     | Votos | Concejales | %     | Votos | Concejales |
| Partido Popular (PP)                     | 54,35 | 125   | 4          | 84,15 | 207   | 6          | 87,75 | 222   | 7          | 79,79 | 225   | 6          | 74,63 | 203   | 6          |
| Ciudadanos (CS)                          | 41,30 | 95    | 3          | —     | —     | —          | —     | —     | —          | —     | —     | —          | —     | —     | —          |
| Partido Socialista Obrero Español (PSOE) | 2,17  | 5     | 0          | 13,41 | 33    | 1          | 11,07 | 28    | 0          | 19,86 | 56    | 1          | 22,79 | 62    | 1          |

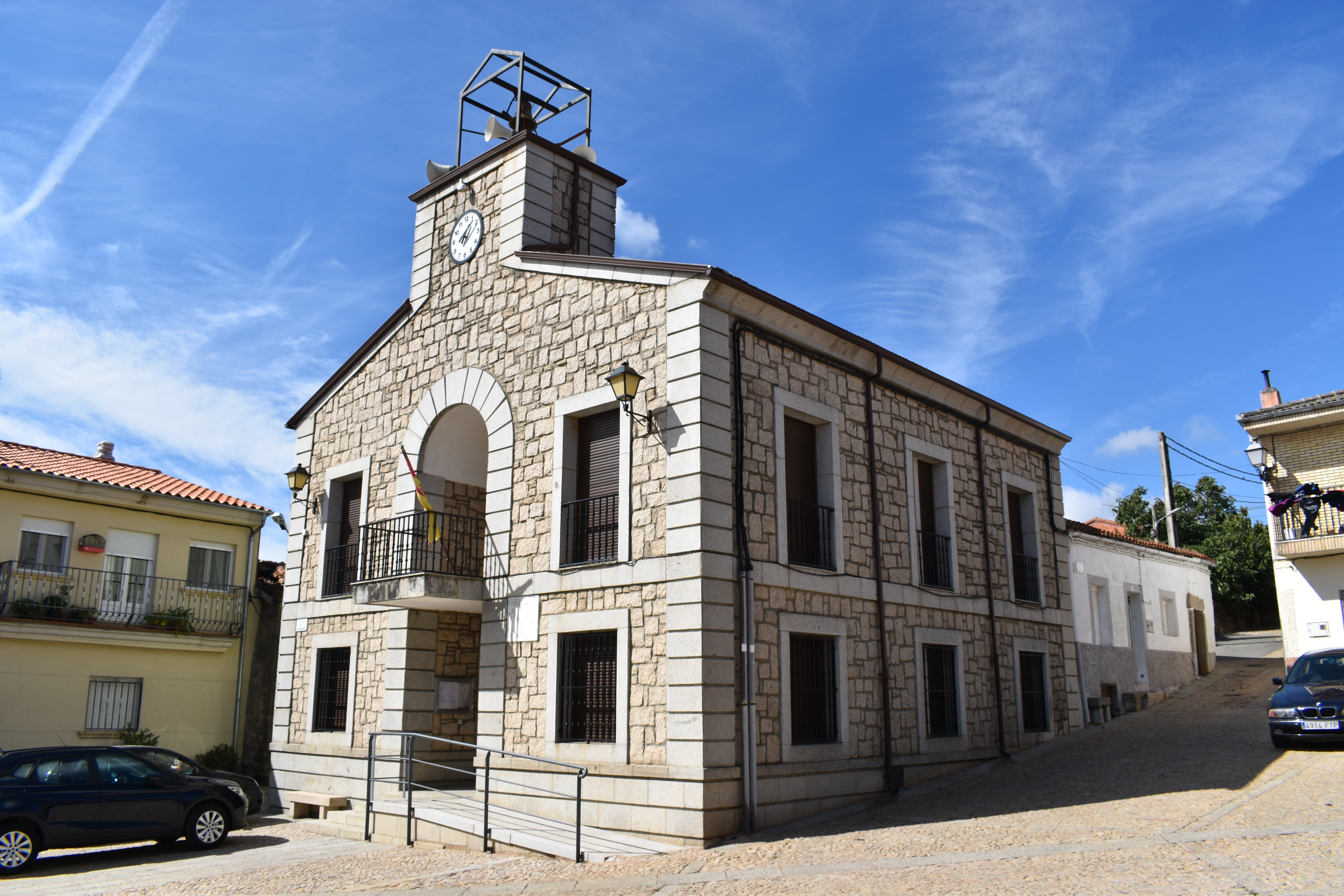
Casa consistorial

El alcalde de San Miguel de Valero no recibe ningún tipo de prestación económica por su trabajo al frente del Ayuntamiento (2017).

## Cultura

### Patrimonio
Iglesia parroquial

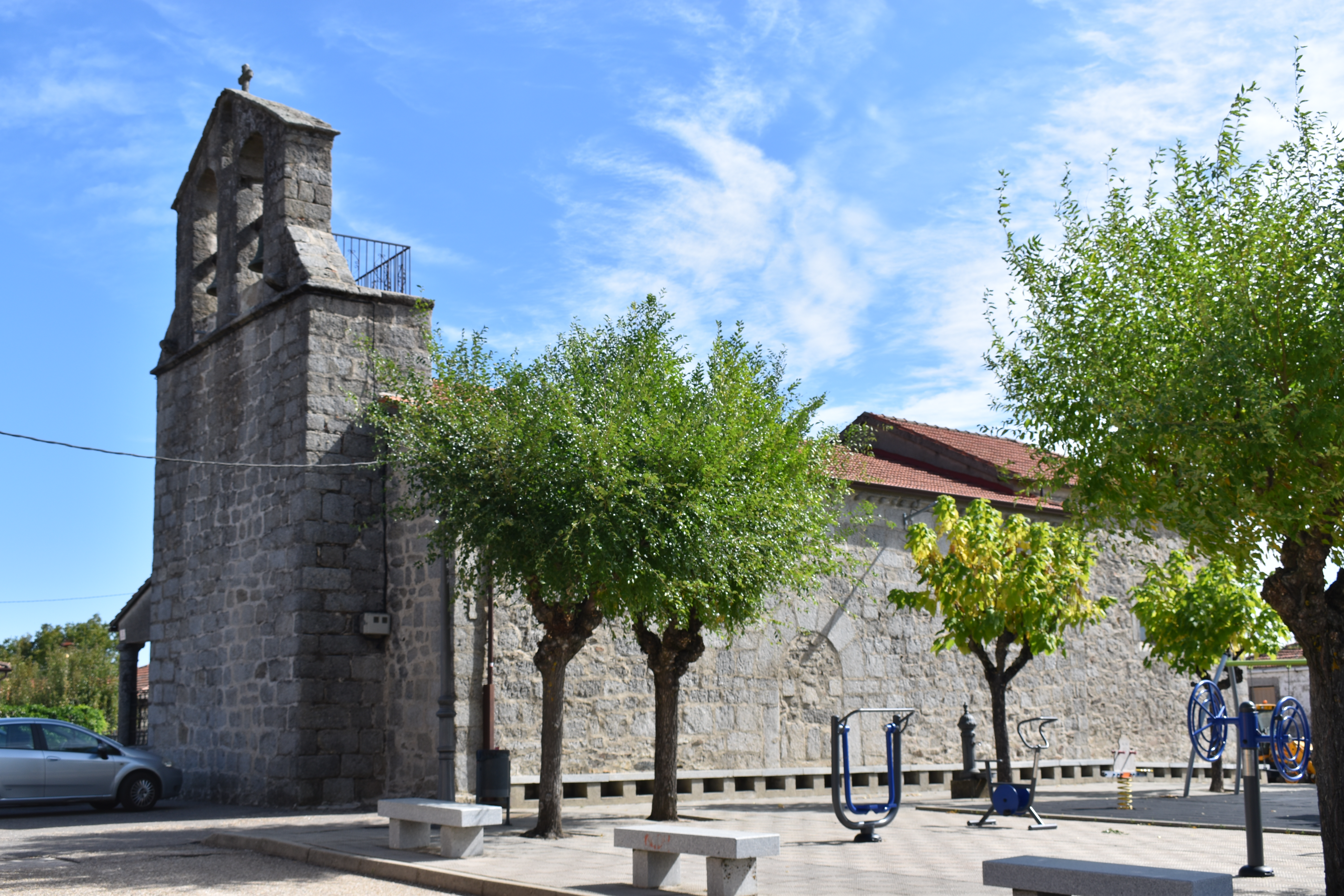
Iglesia de

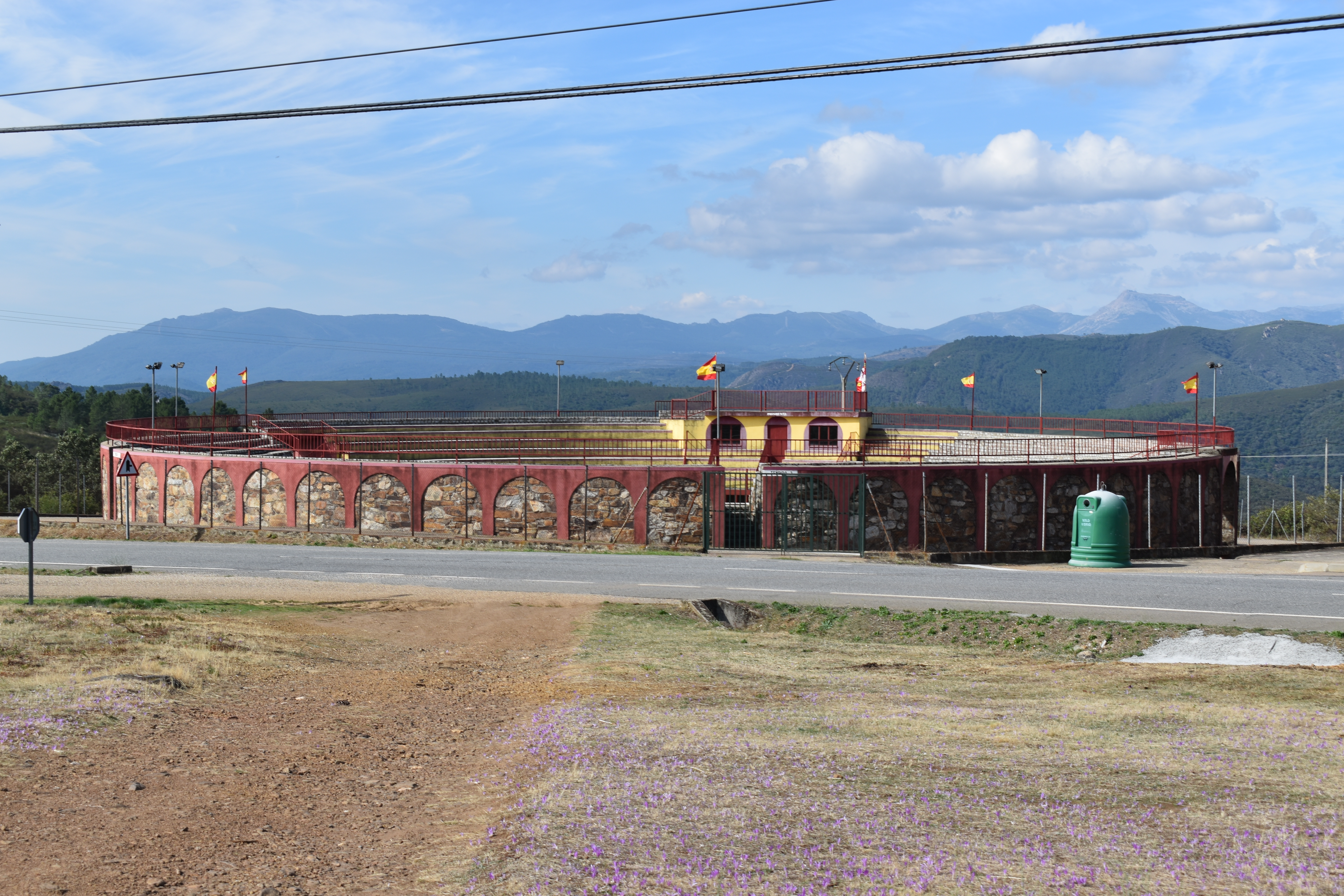
Plaza de toros

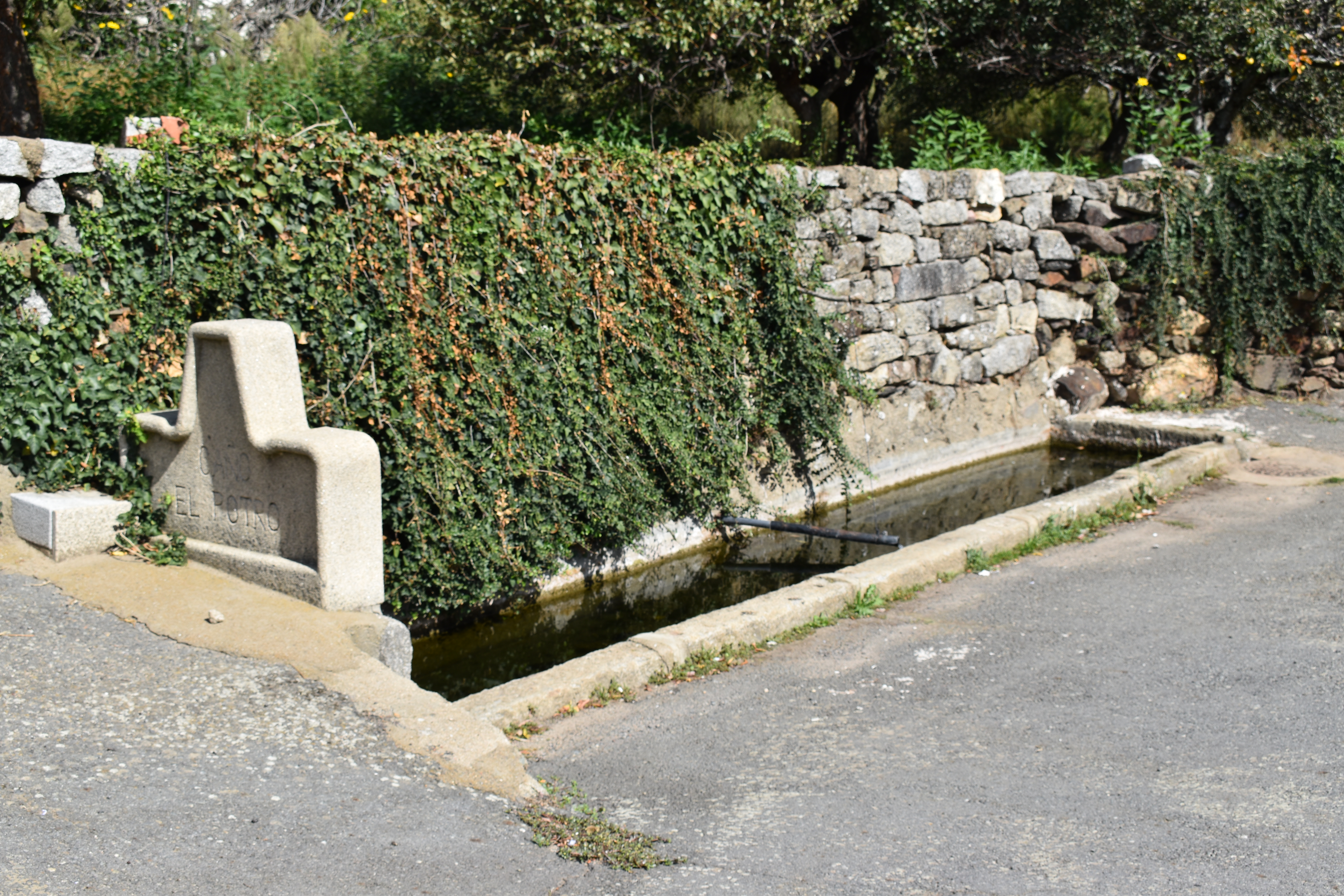
Caño

Este edificio es el que destaca en el patrimonio arquitectónico del pueblo. Data del siglo XVII y fue construida bajo el poder de San Miguel de Arcángel, con un artesonado mudéjar que se conserva en la actualidad. Las imágenes del altar mayor destacan las de Santa Águeda, San Miguel, San Blas, La Dolorosa y un resucitado.
Arquitectura popular
En todo el pueblo dominan claras influencias árabes tanto en las viviendas como en las características calles estrechas, aunque también se pueden ver las adaptaciones a los tiempos actuales.

### Fiestas
Fiesta de San Miguel Arcángel: 29 de septiembre
Es la fiesta mayor del pueblo, donde destaca el baile típico de la Jota, las grandes corridas de toros y el baile ofrecido a los habitantes por la noche en el cual los instrumentistas son orquestas salmantinas. 
Fiesta Chica: 8 de mayo
Es la segunda fiesta importante del pueblo, en la que sus habitantes disfrutan de la hoguera típica de esta fiesta( ya que solo se celebra un día)y un convite de pastas y refresco ofrecido por el ayuntamiento o en caso de que los haya por los mayordomos, además de un espectáclo de fuegos artificiales.

### Gastronomía
Los platos más destacados de San Miguel de Valero son
Los frejones, un plato formado por judías verdes y patatas cocidas con tocino. También se le añaden otros ingredientes como por ejemplo, carne cocida.
Patatas revolconas
Este plato consistente en un guiso formado por patatas cocidas, ajo, pimentón y tocino frito, hasta que toman forma de puré. También son conocidas con otro nombre: patatas meneás.